# Holly Pond
Holly Pond est une ville (town) située dans le comté de Cullman, dans l'État de l'Alabama, aux États-Unis. Selon le recensement de 2010, la population s'élevait à 798 habitants.

## Démographie
| 1900 | 1920 | 1930 | 1940 | 1950 | 1960 |
| ---- | ---- | ---- | ---- | ---- | ---- |
| 144  | 168  | 224  | 226  | 182  | 193  |

| 1970 | 1980 | 1990 | 2000 | 2010 | - |
| ---- | ---- | ---- | ---- | ---- | - |
| 325  | 493  | 602  | 645  | 798  | - |